# 채정원
채정원(1978년 9월 27일 ~ )은 대한민국의 전직 스타크래프트 프로게이머 출신 전 곰TV e스포츠 전략본부장이며 현 아프리카TV e스포츠 사업팀장, 전 게임 해설자로 현재 아프리카 프릭스 프로게임단의 대표이사도 겸하고 있다. 게이머 시절 T.killer (또는 Parapa_DX_)라는 아이디를 사용하였으며, 종족은 저그였다.

## 개요
스타크래프트 브루드워 초창기 시절 아마추어 고수로 이름을 날렸다.
방송상에서는 '99 PKO 직전에 투니버스에서 방송한 통신 아마추어 4대 최강자전에 하이텔 대표로 나와 황영재, 변길섭, 유대현과 대결해 우승한 기록이 있다.
이후 2000년 프로게이머를 은퇴하고 온게임넷에서 해설로 데뷔해 스타크래프트, 워크래프트3, 킹덤 언더 파이어 등 게임리그의 해설을 맡았다. 당시에도 입담이 좋아 일회성 프로그램에서 진행을 맡는 경우도 있었고 WOW 프라이데이 등 게임예능프로를 진행하기도 했다. 선수, 해설, 진행자의 루트를 탄 이현주와 비슷한 케이스이기도 하다.
2009년에는 곰TV 클래식의 해설을 담당했으며 2010년부터 GSL의 메인 해설 자리에 올랐다. 또한 닥터채의 연구실이라는 곰TV 스타크래프트 II 관련 프로의 진행도 맡았다.
2015년 2월 16일 아프리카TV 입사를 공식 발표했다.

## 수상 경력

#### 개인 경력
- 스포츠서울배 스타크래프트 대회 단체전 5위
- 제 2,3,4회 KPGL 개인전 8강 16강 16강
- 제1회 하이텔 KGA배 스타크래프트 대회 3위
- 제2회 하이텔 KGA배 스타크래프트 대회 준우승
- 울산지역 연합 게임대회 단체전 우승
- 하이텔 밀레니엄 최강자전 우승
- 신림지역 연합 단체전 3위
- 보라넷 프로게이머 올스타전 16강
- 스포츠투데이배 스타크래프트 대회 개인전 16강
- 스포츠투데이배 스타크래프트 커플전 3위
- 제1회 APGL 개인전 32강
- Masters Korea Open 단체전 32강
- 제1회 한솔엠닷컴 국제게임랭킹 결정전, 신림지역연합 단체전 3위
- NTEL배 4대통신 최강전 우승

#### 해설 경력
- 2009년 곰TV The Named 해설
- 2010년 WOW 아레나 토너먼트 해설
- 2010년 글로벌 스타크래프트 II 리그 해설

## 같이 보기
- 이현주
- 안준영